# 杜尔日
杜尔日（法語：Dourges，法語發音：[duʁʒ]）是法国上法蘭西大區加来海峡省的一个市镇，位于该省东北部，属于朗斯区。

## 地理
杜尔日（50°26'10"N, 2°59'12"E）面积10.48 平方千米，位于法国上法蘭西大區加来海峡省，该省份为法国北部沿海省份，西北濒北海，南至索姆省，东临北部省。
与杜尔日接壤的市镇（或旧市镇、城区）包括：瓦尼、努瓦耶勒戈多、奥斯特里库尔、埃万马尔迈松、埃南-博蒙。
杜尔日的时区为UTC+01:00、UTC+02:00（夏令时）。

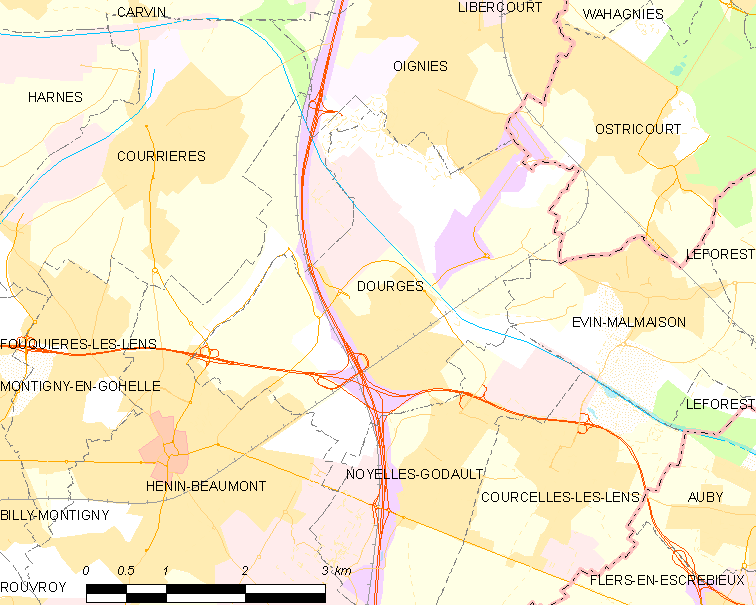
杜尔日的OSM定位图

## 行政
杜尔日的邮政编码为62119，INSEE市镇编码为62274。

## 政治
杜尔日所属的省级选区为埃南-博蒙第一县。

## 人口

1962-2008年间杜尔日人口变化图示

杜尔日于2022年1月1日时的人口数量为6068人。